# جورج باريل إيمرسون
جورج باريل إيمرسون (بالإنجليزية: George Barrell Emerson) هو أكاديمي أمريكي، ولد في 12 سبتمبر 1797 في كينبونك في الولايات المتحدة، وتوفي في 14 مارس 1881 في نيوتن في الولايات المتحدة.